# Majnai járás

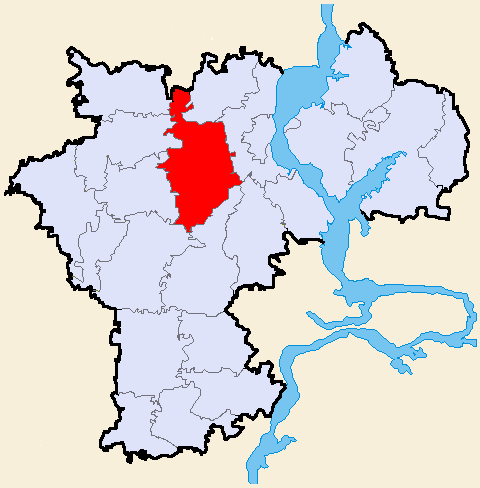
A Majnai járás az Uljanovszki területen

A Majnai járás (oroszul: Майнский район) Oroszország egyik járása az Uljanovszki területen. Székhelye Majna (Uljanovszk).

## Népesség
- 2002-ben lakosságának 68,75%-a orosz, 25%-a csuvas, 4,68%-a tatár, 1%-a mordvin.
- 2010-ben 25 826 lakosa volt, melynek 78,8%-a orosz, 10,3%-a csuvas, 5%-a tatár, 0,9%-a mordvin.